# 写真地理
《写真地理》是一份由是由吉林省新闻广电局主管、吉林省舆林报刊发展有限责任公司主办的地理综合类专业学术理论期刊，创刊于2008年。2021年因违规转让出版权等行为停刊整顿，2022年国家新闻出版署将其注销。

## 事件
该杂志曾刊登署名郭平（亦作郭萍）等人有关“鸡蛋返生”（即宣称通过人的意念让熟鸡蛋变回生鸡蛋并孵出小鸡）的多篇论文，由于内容明显违反科学常识，引发舆论关注。2021年4月30日，经过吉林省新闻出版局进驻《写真地理》的工作组初步调查，认定《写真地理》杂志作为宣传地理、旅游方面知识的期刊，未经新闻出版行政管理部门审批，超过业务范围发表学术论文；该杂志还被查出违规转让出版权以及存在收费行为。据此，吉林省新闻出版局对该杂志作出停刊整顿、主要负责人责令辞职的处理。后续仍将进行进一步调查。
目前《写真地理》已被国家新闻出版署取缔，期刊名称及刊号已无法查询。